# Золоторіг

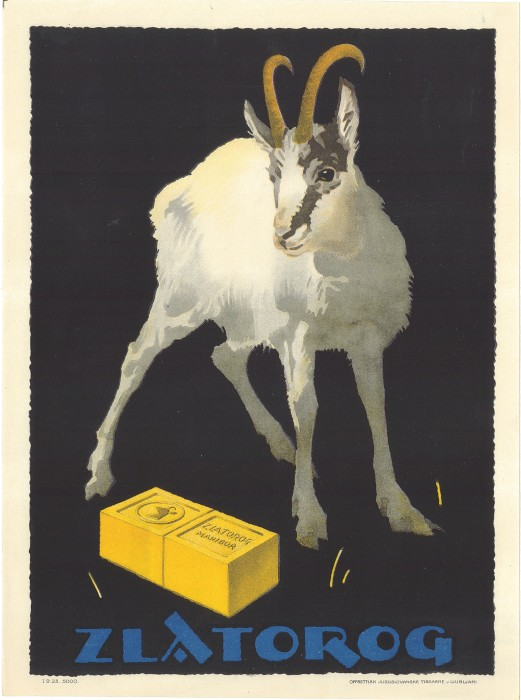
Плакат із зображенням Золоторога, 1920 р.

Золоторіг (словен. Zlatorog) — легендарна сарна, що начебто мешкала в Юлійських Альпах у Словенії.
Перекази про білу сарну із золотими рогами походять з місцевостей навколо гори Триглав (тієї, що зображена на словенському державному гербі). Золоторіг нібито мав чарівний садок на верхівці гори Триглав, де зберігалися таємничі скарби. Колись один жадібний мисливець спробував заволодіти скарбами, убивши Золоторога. Але з крові сарни виросла чарівна квітка, що повернула Золоторогу життя. Оскаженіла від люті воскресла сарна вбила злодія, після чого зруйнувала свій садок і з тих пір Золоторога ніхто більше не бачив.

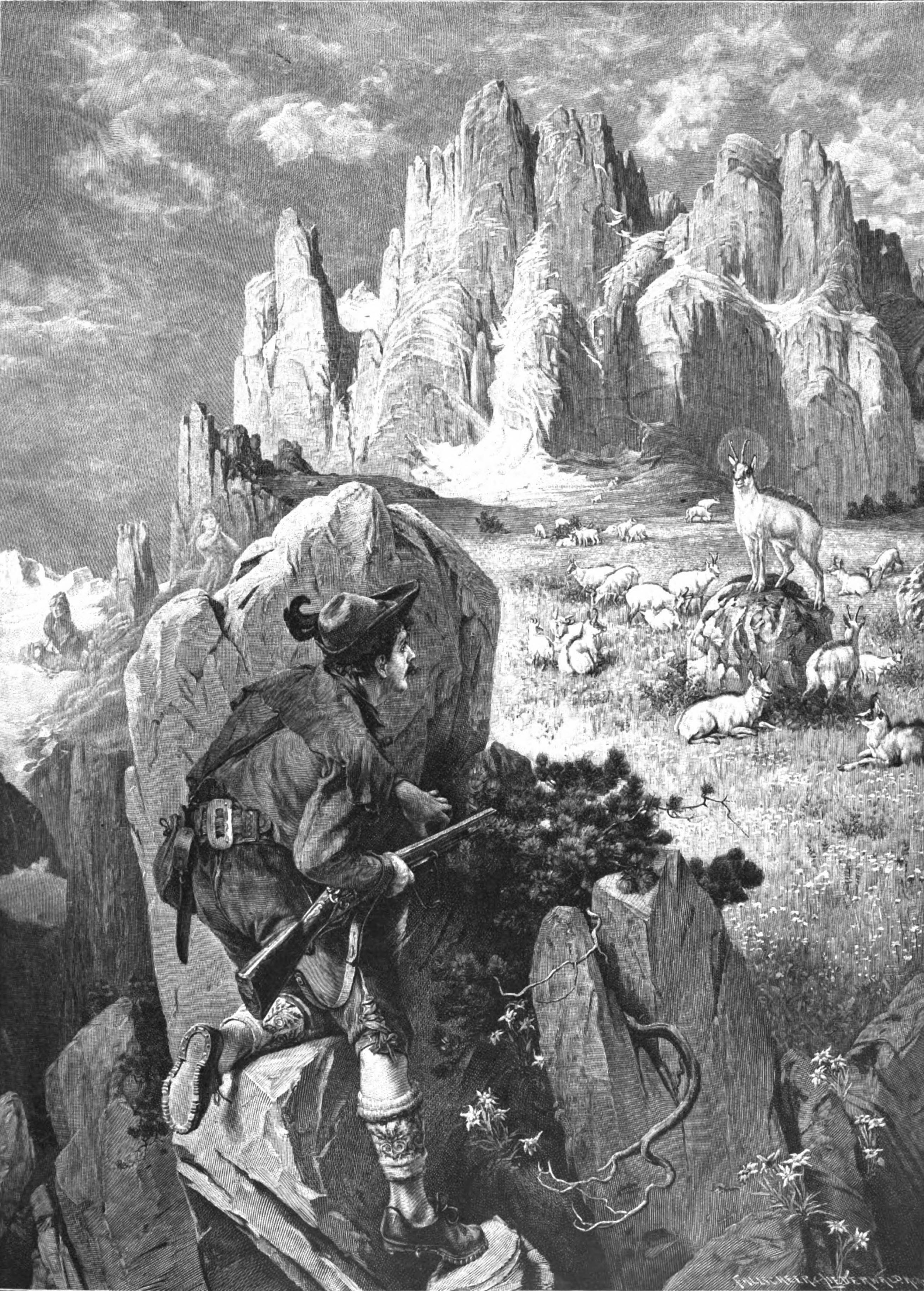
Жадібний мисливець підкрадається до Золоторога (ілюстрація 1899 р.)

Вперше історію Золоторога було описано німецькою мовою у 1868 році Карлом (Драготіном) Дешманом. У 1877 році німецький поет Рудольф Баумбах у опублікував віршований твір за мотивами легенди про Золоторога, що здобув популярність у німецько-австрійському середовищі. За цією ж поемою австрійська лібретистка й письменниця Камілла Люцерна спільно зі своїм братом — композитором Едуардом Люцерном написали оперу.
На березі Бохиньського озера (найбільшого озера Словенії) встановлено пам’ятник білій сарні.
У 1931 році словенський режисер Янка Равнік зняв фільм «Золоторіг» за мотивами легенди. Це була перша кінострічка, знята словенською мовою.
Сьогодні Золоторіг є емблемою однойменної пивної марки від словенської пивоварні «Лашко» (Laško).